# Zimzelenovke
Zimzelenovke (naherice, zimzeleni, lat. Apocynaceae), biljna porodica u redu Gentianales (sirištarolike). Postoji preko 7.200 vrsta u preko 360 rodova
Predstavnici ove poorodice u Hrvatskoj su rodovi oleandar s vrstom (Nerium oleander) i pavenka ili zimzelen (Vinca) s vrstama Vinca herbacea, veliki zimzelen (Vinca major) i mali zimzelen (Vinca minor)

## Opis
Apocynaceae, porodica cvjetnica (red Gentianales), uključujući oko 400 rodova i oko 4555 vrsta drveća, grmlja, drvenaste loze i bilja. Članovi porodice uglavnom su rasprostranjeni u tropskim i suptropskim područjima svijeta. Gotovo svi članovi ove porodice su otrovni, a mnoge se vrste koriste u medicinske svrhe zbog prisutnosti srčanih glikozida i raznih alkaloida. Mnoge se uzgajaju kao ukrasne biljke zbog atraktivnih cvjetova i lišća.

### Fizički opis
Članovi porodice imaju mliječni, često otrovni sok; listovi glatkih rubova; a cvjetovi u grozdovima (rijetko pojedinačni). Neke vrste, posebno one iz potporodice Asclepiadoideae, imaju pelud skupljen u snopove koji se nazivaju polinije. Plod može biti bobičast ili mesnat, ali obično je suha mahuna (folikul) koja se otvara u zrelosti, oslobađajući mnogo krilatih ili čupavih sjemenki.

### Glavni rodovi i vrste
Vrtni ukrasi koji pripadaju porodici uključuju Vinca, oleander (Nerium), “žuti oleander” (Thevetia), plumeriju (Plumeria), karisu (Carissa), pravu svilenicu (Asclepias syriaca), A. curassavica, “leptirastu travu” (A. tuberosa), voštani cvijet (Hoya carnosa) i Tabernaemontana divaricata. Nekoliko vrsta iz rodova Trachelospermum (osobito zvjezdasti jasmin, T. jasminoides), Mandevilla i Allamanda su atraktivne drvenaste loze. kanadska konoplja (Apocynum) i bluestar (Amsonia) ponekad se uzgajaju kao ukrasne biljke. “Impala ljiljan” (Adenium multiflorum) je ukrasni grm sa zvjezdastim cvjetovima i velikim podzemnim gomoljima.
Rodovi Adenium i Pachypodium su afrički sukulenti s naizmjenično raspoređenim listovima i čudno oblikovanim deblom. Nekoliko sukulentnih biljaka iz potporodice Asclepiadoideae, kao što su Hoodia, Huernia i strvin cvijet (Stapelia), proizvode mirise koji su uvredljivi za ljude, ali privlače muhe oprašivače.
Otrovi za strijele dobivaju se iz mnogih biljaka iz porodice pasjih trava, a otrovni alkaloidi vrsta koje pripadaju rodovima Strophanthus i Rauvolfia koriste se u lijekovima.

## Potporodice i rodovi
1. Apocynoideae Burnett
  1. Tribus Wrightieae G. Don
    1. Wrightia R.Br.
    2. Pleioceras Baill.
    3. Stephanostema K.Schum.

  2. Tribus Nerieae Baill.
    1. Subtribus Neriinae Benth. & Hook.f.
      1. Adenium Roem. & Schult.
      2. Nerium L.

    2. Subtribus Alafiinae Pichon ex Leeuwenb.
      1. Strophanthus DC.
      2. Sindechites Oliv.
      3. Isonema R.Br.
      4. Alafia Thouars
      5. Farquharia Stapf

  3. Tribus Malouetieae Müll.-Arg.
    1. Subtribus Galactophorinae Pichon ex M. E. Endress
      1. Galactophora Woodson

    2. Subtribus Pachypodiinae Pichon ex Leeuwenb.
      1. Neobracea Britton
      2. Orthanthera Wight
      3. Pachypodium Lindl.

    3. Subtribus Malouetiinae Pichon
      1. Mascarenhasia A.DC.
      2. Spirolobium Baill.
      3. Malouetia A.DC.
      4. Kibatalia G.Don
      5. Holarrhena R.Br.
      6. Funtumia Stapf
      7. Eucorymbia Stapf
      8. Carruthersia Seem.
      9. Allowoodsonia Markgr.

  4. Tribus Odontadenieae Miers
    1. Stipecoma Müll.Arg.
    2. Secondatia A.DC.
    3. Pinochia M.E.Endress & B.F.Hansen
    4. Odontadenia Benth.
    5. Thyrsanthella (Baill.) Pichon
    6. Cycladenia Benth.

  5. Tribus Echiteae Bartl.
    1. Subtribus Pentalinoninae M. E. Endress
      1. Angadenia Miers
      2. Pentalinon Voigt
      3. Salpinctes Woodson (2 spp.)

    2. Subtribus Echitinae Kitt.
      1. Thoreauea J.K.Williams
      2. Thenardia Kunth
      3. Asketanthera Woodson
      4. Echites P.Browne
      5. Bahiella J.F.Morales

    3. Subtribus Prestoniinae Pichon ex M. E. Endress
      1. Prestonia R.Br.

    4. Subtribus Parsonsiinae Benth. & Hook.f.
      1. Artia Guillaumin
      2. Ecua D.J.Middleton
      3. Parsonsia R.Br.

    5. Subtribus Laubertiinae J.F.Morales, M.E.Endress & Liede
      1. Hylaea J.F.Morales
      2. Laubertia A.DC.

    6. Subtribus Peltastinae Pichon ex M.E.Endress
      1. Rhodocalyx Müll. Arg.
      2. Temnadenia Miers
      3. Macropharynx Rusby

  6. Tribus Mesechiteae Miers
    1. Forsteronia G.Mey.
    2. Mandevilla Lindl.
    3. Tintinnabularia Woodson
    4. Allomarkgrafia Woodson
    5. Mesechites Müll.Arg.

  7. Tribus Apocyneae Rchb.
    1. Subtribus Papuechitinae Pichon ex M. E. Endress
      1. Anodendron A.DC.
      2. Ixodonerium Pit.
      3. Papuechites Markgr.

    2. Subtribus Amphineuriinae Pichon ex M.E.Endress
      1. Amphineurion (A.DC.) Pichon
      2. Streptoechites D.J.Middleton & Livsh.

    3. Subtribus Beaumontiinae Pichon ex M.E.Endress
      1. Beaumontia Wall.
      2. Parepigynum Tsiang & P.T.Li
      3. Vallaris Burm.f.

    4. Subtribus Apocyninae Pichon ex Leeuwenb.
      1. Apocynum L.
      2. Poacynum Baill.
      3. Cleghornia Wight
      4. Bousigonia Pierre

    5. Subtribus Chonemorphinae Pichon ex M. E. Endress
      1. Chonemorpha G.Don
      2. Trachelospermum Lem.

    6. Subtribus Urceolinae Pichon ex M.E.Endress
      1. Urceola Roxb.

    7. Subtribus Ichnocarpinae Benth. & Hook.f.
      1. Amalocalyx Pierre
      2. Baharuia D.J.Middleton
      3. Pottsia Hook. & Arn.
      4. Aganosma (Blume) G.Don
      5. Ichnocarpus R.Br.
      6. Micrechites Miq.
      7. Epigynum Wight

  8. Tribus Rhabdadenieae Pichon ex M.E.Endress
    1. Rhabdadenia Müll.Arg.

  9. Tribus Baisseeae M.E.Endress
    1. Dewevrella De Wild.
    2. Motandra A.DC.
    3. Baissea A.DC.
    4. Oncinotis Benth.
2. Asclepiadoideae R.Br. ex Burnett
  1. Tribus Fockeeae H. Kunze, Meve & Liede
    1. Fockea Endl.
    2. Cibirhiza Bruyns

  2. Tribus Marsdenieae Benth.
    1. Marsdenia R. Br. (3 spp.)
    2. Marsdenia s. lat. (48 spp.)
    3. Treutlera Hook. f. (1 sp.)
    4. Tetragonocarpus Hassk. (1 sp.)
    5. Gongreos Rodda, Liede & Meve (2 spp.)
    6. Sinomarsdenia P. T. Li & J. J. Chen (9 spp.)
    7. Leichhardtia R. Br. (88 spp.)
    8. Papuahoya Rodda & Simonsson (3 spp.)
    9. Oreosparte Schltr. (3 spp.)
    10. Dischidia R. Br. (132 spp.)
    11. Hoya R. Br. (550 spp.)
    12. Eriostemma (Schltr.) Kloppenb. & Gilding (18 spp.)
    13. Heynella Backer (1 sp.)
    14. Rhyssolobium E. Mey. (1 sp.)
    15. Sicyocarpus Bojer (2 spp.)
    16. Cosmostigma Wight (3 spp.)
    17. Lygisma Hook. f. (5 spp.)
    18. Harmandiella Costantin (1 sp.)
    19. Gymnemopsis Costantin (3 spp.)
    20. Campestigma Pierre ex Costantin (1 sp.)
    21. Cionura Griseb. (1 sp.)
    22. Gongronema (Endl.) Decne. (9 spp.)
    23. Dolichopetalum Tsiang (1 sp.)
    24. Pycnorhachis Benth. (1 sp.)
    25. Asterostemma Decne. (1 sp.)
    26. Dischidanthus Tsiang (2 spp.)
    27. Sarcolobus R. Br. (21 spp.)
    28. Gongronemopsis S. Reuss, Liede & Meve (9 spp.)
    29. Telosma Coville (9 spp.)
    30. Stephanotis Thouars (18 spp.)
    31. Dalzielia Turrill (1 sp.)
    32. Stigmatorhynchus Schltr. (2 spp.)
    33. Gymnema R. Br. (52 spp.)
    34. Jasminanthes Blume (13 spp.)
    35. Anisopus N. E. Br. (4 spp.)
    36. Ruehssia H. Karst. (150 spp.)

  3. Tribus Ceropegieae Decne. ex Orb.
    1. Subtribus Heterostemminae Meve & Liede
      1. Heterostemma Wight & Arn.

    2. Subtribus Leptadeniinae Meve & Liede
      1. Conomitra Fenzl
      2. Leptadenia R.Br.
      3. Pentasachme Wall. ex Wight

    3. Subtribus Anisotominae Meve & Liede
      1. Anisotoma Fenzl
      2. Emplectanthus N.E.Br.
      3. Neoschumannia Schltr.
      4. Riocreuxia Decne.
      5. Sisyranthus E.Mey.
      6. Periglossum Decne.

    4. Subtribus Stapeliinae G. Don
      1. Ceropegia L.

  4. Tribus Eustegieae Rchb. ex Liede & Meve
    1. Eustegia R.Br.
    2. Emicocarpus K.Schum. & Schltr.

  5. Tribus Asclepiadeae (R. Br.) Duby
    1. Subtribus Astephaninae Endl. ex Meisn.
      1. Astephanus R.Br.
      2. Microloma R.Br.
      3. Oncinema Arn.

    2. Subtribus Pentacyphinae Liede & Meve
      1. Pentacyphus Schltr.

    3. Subtribus Diplolepinae Liede & Meve
      1. Diplolepis R.Br.

    4. Subtribus Orthosiinae Liede & Rapini
      1. Monsanima Liede & Meve
      2. Jobinia E.Fourn.
      3. Orthosia Decne.
      4. Scyphostelma Baill.

    5. Subtribus Topeinae H. A. Keller & Liede
      1. Topea H.A.Keller

    6. Subtribus Tassadiinae Liede & Meve
      1. Tassadia Decne.

    7. Subtribus Gonolobinae G. Don ex Liede
      1. Fischeria DC. (14 spp.)
      2. Ibatia Decne. (37 spp.)
      3. Tylodontia Griseb. (4 spp.)
      4. Anemotrochus Mangelsdorff, Meve & Liede (3 spp.)
      5. Macroscepis Kunth (21 spp.)
      6. Odontostephana Alexander (7 spp.)
      7. Matelea Aubl. (215 spp.)
      8. Talayotea L. O. Alvarado (2 spp.)
      9. Suberogerens Morillo (1 sp.)
      10. Atrostemma Morillo (10 spp.)
      11. Chloropetalum Morillo (4 spp.)
      12. Tressensia H. A. Keller (1 sp.)
      13. Chthamalia Decne. (10 spp.)
      14. Graciemoriana Morillo (1 sp.)
      15. Jacaima Rendle (2 spp.)
      16. Bruceholstia Morillo (1 sp.)
      17. Orinoquia Morillo (1 sp.)
      18. Peruviasclepias Morillo (1 sp.)
      19. Phaeostemma E. Fourn. (7 spp.)
      20. Poicilla Griseb. (2 spp.)
      21. Ptycanthera Decne. (1 sp.)
      22. Poicillopsis Schltr. (3 spp.)
      23. Riparoampelos Morillo (1 sp.)
      24. Rotundanthus Morillo (1 sp.)
      25. Vulcanoa Morillo (1 sp.)
      26. Caa H. A. Keller & Liede (1 sp.)
      27. Microstelma Baill. (1 sp.)
      28. Gonolobus Michx. (130 spp.)
      29. Dictyanthus Decne. (18 spp.)
      30. Gyrostelma E. Fourn. (1 sp.)
      31. Brargentina Morillo & H.A.Keller (1 sp.)
      32. Cristobalia Morillo, S. A. Cáceres & H. A. Keller (4 spp.)
      33. Austrochthamalia Morillo & Fontella (5 spp.)
      34. Pruskortizia Morillo (2 spp.)
      35. Rhytidostemma Morillo (2 spp.)
      36. Lachnostoma Kunth (17 spp.)
      37. Pseudolachnostoma Morillo (12 spp.)
      38. Polystemma Decne. (10 spp.)
      39. Pherotrichis Decne. (4 spp.)
      40. Trichosacme Zucc. (1 sp.)

    8. Subtribus Oxypetalinae E. Fourn.
      1. Pattalias S. Watson (2 spp.)
      2. Funastrum E. Fourn. (23 spp.)
      3. Kerbera E. Fourn. (1 sp.)
      4. Oxypetalum R. Br. (140 spp.)
      5. Araujia Brot. (13 spp.)
      6. Philibertia Kunth (44 spp.)
      7. Tweedia Hook. & Arn. (6 spp.)
      8. Schistonema Schltr. (1 sp.)

    9. Subtribus Metastelmatinae Endl. ex Meisn.
      1. Minaria T. U. P. Konno & Rapini (22 spp.)
      2. Barjonia Decne. (7 spp.)
      3. Blepharodon Decne. (25 spp.)
      4. Ditassa R. Br. (106 spp.)
      5. Vailia Rusby (2 spp.)
      6. Hemipogon Decne. (8 spp.)
      7. Morilloa Fontella, Goes & S. A. Cáceres (4 spp.)
      8. Hypolobus E. Fourn. (1 sp.)
      9. Macroditassa Malme (9 spp.)
      10. Metastelma R. Br. (96 spp.)
      11. Nautonia Decne. (1 sp.)
      12. Nephradenia Decne. (5 spp.)
      13. Peplonia Decne. (8 spp.)
      14. Petalostelma E. Fourn. (11 spp.)

    10. Subtribus Cynanchinae K. Schum.
      1. Cynanchum L. (256 spp.)

    11. Subtribus Tylophorinae K. Schum.
      1. Pentatropis R.Br. ex Wight & Arn.
      2. Vincetoxicum Wolf

    12. Subtribus neopisani
      1. Calciphila Liede & Meve (2 spp.)

    13. Subtribus neopisani
      1. Solenostemma Hayne (1 sp.)

    14. Subtribus Asclepiadinae Decne. ex Miq.
      1. Oxystelma R. Br. (2 spp.)
      2. Pergularia L. (2 spp.)
      3. Asclepias L. (207 spp.)
      4. Gomphocarpus R. Br. (21 spp.)
      5. Aspidoglossum E. Mey. (37 spp.)
      6. Schizoglossum E. Mey. (24 spp.)
      7. Aspidonepsis Nicholas & Goyder (5 spp.)
      8. Calotropis R. Br. (3 spp.)
      9. Cordylogyne E. Mey. (1 sp.)
      10. Fanninia Harv. (1 sp.)
      11. Glossostelma Schltr. (12 spp.)
      12. Kanahia R. Br. (2 spp.)
      13. Margaretta Oliv. (1 sp.)
      14. Miraglossum Kupicha (7 spp.)
      15. Pachycarpus E. Mey. (39 spp.)
      16. Parapodium E. Mey. (3 spp.)
      17. Stathmostelma K. Schum. (14 spp.)
      18. Stenostelma Schltr. (7 spp.)
      19. Woodia Schltr. (3 spp.)
      20. Xysmalobium R. Br. (40 spp.)
3. Periplocoideae Endl.
  1. Tribus Periploceae Bartl.
    1. Phyllanthera Blume (10 spp.)
    2. Telectadium Baill. (3 spp.)
    3. Periploca Tourn. ex L. (16 spp.)
    4. Ectadium E. Mey. (2 spp.)
    5. Ischnolepis Jum. & H. E. P. Perrier (1 sp.)
    6. Petopentia Bullock (2 spp.)
    7. Cryptostegia R. Br. (2 spp.)
    8. Camptocarpus Decne. (9 spp.)
    9. Pentopetia Decne. (24 spp.)
    10. Baroniella Costantin & Gallaud (10 spp.)
    11. Cryptolepis R. Br. (34 spp.)
    12. Hemidesmus R. Br. (1 sp.)
    13. Gymnolaema Benth. (1 sp.)
    14. Stomatostemma N. E. Br. (2 spp.)
    15. Chlorocyathus Oliv. (2 spp.)
    16. Tacazzea Decne. (4 spp.)
    17. Zacateza Bullock (1 sp.)
    18. Myriopteron Griff. (1 sp.)
    19. Mondia Skeels (2 spp.)
    20. Maclaudia Venter & R. L. Verh. (1 sp.)
    21. Batesanthus N. E. Br. (2 spp.)
    22. Raphionacme Harv. (36 spp.)
    23. Schlechterella K. Schum. (2 spp.)
    24. Baseonema Schltr. & Rendle (1 sp.)
    25. Epistemma D. V. Field & J. Hall (4 spp.)
    26. Sarcorrhiza Bullock (1 sp.)
    27. Buckollia Venter & R. L. Verh. (2 spp.)
    28. Decalepis Wight & Arn. (5 spp.)
    29. Zygostelma Benth. (1 sp.)
    30. Gymnanthera R. Br. (3 spp.)
    31. Streptocaulon Wight & Arn. (7 spp.)
    32. Finlaysonia Wall. (7 spp.)
    33. Atherandra Decne. (1 sp.)
4. Rauvolfioideae Kostel.
  1. Tribus Aspidospermateae Miers
    1. Aspidosperma Mart. & Zucc.
    2. Geissospermum Allemão
    3. Haplophyton A.DC.
    4. Microplumeria Baill.
    5. Strempeliopsis Benth.
    6. Vallesia Ruiz & Pav.

  2. Tribus Alstonieae G. Don
    1. Alstonia R.Br.
    2. Dyera Hook.f.

  3. Tribus Vinceae Duby
    1. Subtribus Kopsiinae Leeuwenb.
      1. Kopsia Blume

    2. Subtribus Ochrosiinae Pichon ex Boiteau
      1. Ochrosia Juss.

    3. Subtribus Laxoplumeriinae
      1. Laxoplumeria Markgr.

    4. Subtribus Tonduziinae M. E. Endress
      1. Tonduzia Pittier (1 sp.)

    5. Subtribus Vincinae M. E. Endress
      1. Vinca L.

    6. Subtribus Rauvolfiinae Benth. & Hook. f.
      1. Rauvolfia Plum. ex L.

    7. Subtribus Catharanthinae Pichon ex Boiteau
      1. Kamettia Kostel.
      2. Petchia Livera
      3. Catharanthus G.Don

  4. Tribus Willughbeieae A. DC.
    1. Subtribus Leuconotidinae Pichon ex Leeuwenb.
      1. Cyclocotyla Stapf
      2. Leuconotis Jack

    2. Subtribus Lacmelleinae Pichon ex Leeuwenb.
      1. Couma Aubl.
      2. Hancornia Gomes
      3. Parahancornia Ducke
      4. Lacmellea H.Karst.

    3. Subtribus Willughbeiinae A. DC.
      1. Willughbeia Roxb.

    4. Subtribus Landolphiinae K. Schum.
      1. Ancylobothrys Pierre
      2. Saba (Pichon) Pichon
      3. Chamaeclitandra (Stapf) Pichon
      4. Clitandra Benth.
      5. Cylindropsis Pierre
      6. Dictyophleba Pierre
      7. Orthopichonia H.Huber
      8. Landolphia P.Beauv.
      9. Vahadenia Stapf
      10. Pacouria Aubl.

  5. Tribus Tabernaemontaneae G. Don
    1. Subtribus Ambelaniinae A. O. Simoes & M. E. Endress
      1. Ambelania Aubl.
      2. Macoubea Aubl.
      3. Molongum Pichon
      4. Mucoa Zarucchi
      5. Neocouma Pierre
      6. Rhigospira Miers
      7. Spongiosperma Zarucchi

    2. Subtribus Tabernaemontaninae A. DC.
      1. Tabernaemontana Plum. ex L.
      2. Crioceras Pierre
      3. Callichilia Stapf
      4. Ephippiocarpa Markgr.
      5. Calocrater K.Schum.
      6. Carvalhoa K.Schum.
      7. Schizozygia Baill.
      8. Tabernanthe Baill.
      9. Voacanga Thouars

  6. Neopisani tribus
    1. Diplorhynchus Welw. ex Ficalho & Hiern

  7. Tribus Melodineae G. Don
    1. Craspidospermum Bojer ex A.DC.
    2. Melodinus J.R.Forst. & G.Forst.
    3. Pycnobotrya Benth.
    4. Stephanostegia Baill.

  8. Tribus Hunterieae Miers
    1. Gonioma E.Mey.
    2. Picralima Pierre
    3. Hunteria Roxb.
    4. Pleiocarpa Benth.

  9. Tribus Amsonieae M. E. Endress
    1. Amsonia Walter
    2. Rhazya Decne.

  10. Tribus Alyxieae G. Don
    1. Subtribus Condylocarpinae Pichon ex Leeuwenb.
      1. Condylocarpon Desf.
      2. Plectaneia Thouars
      3. Chilocarpus Blume

    2. Subtribus Alyxiinae A. DC.
      1. Alyxia R.Br.
      2. Pteralyxia K.Schum.
      3. Lepinia Decne.
      4. Lepiniopsis Valeton

  11. Tribus Plumerieae E. Mey.
    1. Subtribus Allamandinae A. DC.
      1. Allamanda L.

    2. Subtribus Plumeriinae Pichon ex Leeuwenb.
      1. Himatanthus Willd. ex Schult.
      2. Mortoniella Woodson
      3. Plumeria Tourn. ex L.

    3. Subtribus Thevetiinae A. DC.
      1. Skytanthus Meyen
      2. Anechites Griseb.
      3. Cameraria L.
      4. Thevetia L.
      5. Cascabela Raf.
      6. Cerbera L.
      7. Cerberiopsis Vieill. ex Pancher & Sebert

  12. Tribus Carisseae Dumort.
    1. Acokanthera G.Don
    2. Carissa L.
5. Secamonoideae Endl.
  1. Trichosandra Decne.
  2. Pervillaea Decne.
  3. Secamone R.Br.
  4. Calyptranthera Klack.
  5. Secamonopsis Jum.
  6. Genianthus Hook.f.
  7. Toxocarpus Wight & Arn.
  8. Goniostemma Wight